# Супер Агури
Супер Агури (англ. Super Aguri F1, яп. スーパーアグリF1チーム) — бывшая команда Формулы-1. Команда была основана в 2006 году бывшим гонщиком Формулы-1 Агури Сузуки и просуществовала до 2008 года.
Команда пользовалась технической поддержкой команды Формулы-1 Honda, которая поставляла Super Aguri двигатели.

## Сезон 2006 года

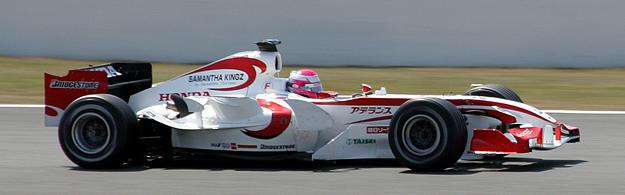
Франк Монтаньи управляет Super Aguri SA05 на Гран-при Франции 2006 года.

В начале сезона команда использовала под индексом SA05 шасси Arrows A23, купленные у Пола Стоддарта и немного доработанные. На них устанавливался двигатель Honda RA806E 2,4 л. V8. Команда обещала выставить позже машину собственной разработки. Однако на Гран-при Германии было представлено новое шасси — SA06, которое представляло собой изменённое SA05.
За рулём болидов команды выступали три японских гонщика: Такума Сато, Юдзи Иде и Сакон Ямамото, а также француз Франк Монтаньи. В первом сезоне команде не удалось набрать ни одного очка.

## Сезон 2007 года
15 ноября 2006 года «Супер Агури» анонсировала двух пилотов для участия в сезоне 2007 года. Ими стали японец Такума Сато и британец Энтони Дэвидсон, который в сезоне 2006 года был тестовым и третьим пилотом команды Honda.
Шасси SA07 2007 года являлось копией шасси Honda RA106 2006 года. В целом, команда провела удачный сезон, набрав первые очки (Такума Сато — 8 место в Испании и 6 место в Канаде) и заняв по итогам сезона 9 место. Успехи команды были особо заметны на фоне неудач Honda в 2007.

## Сезон 2008 года

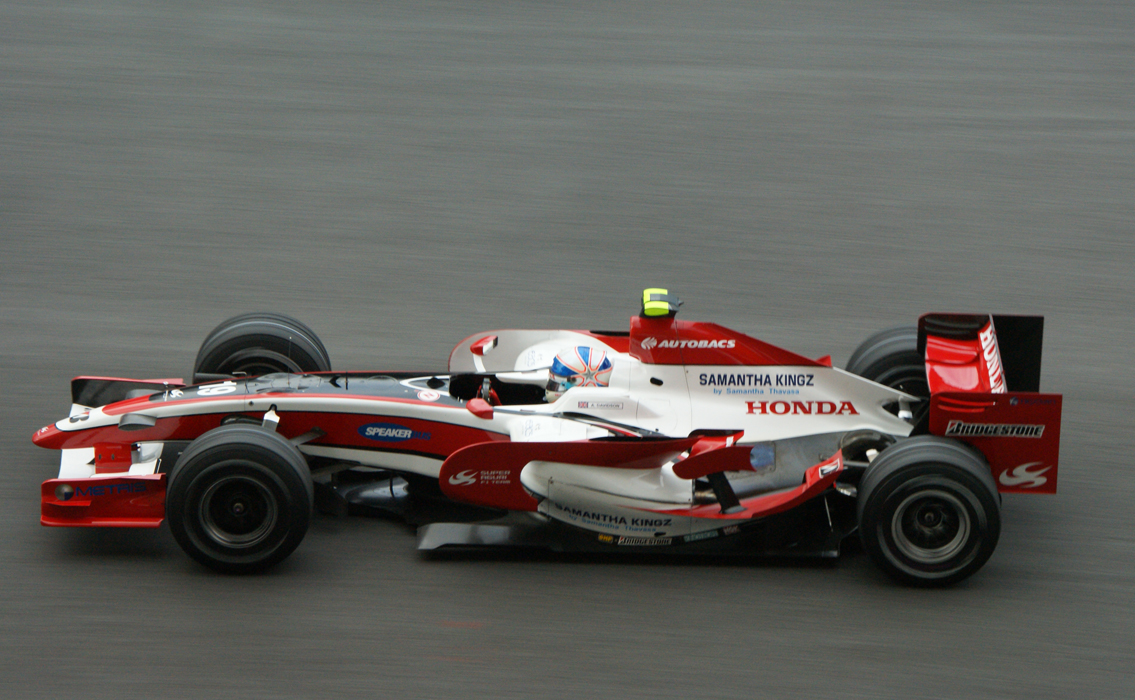
Super Aguri SA08 Энтони Дэвидсона на Гран-при Малайзии 2008 года.

8 января 2008 года команда представила в Барселоне новую машину на сезон 2008 года — SA08. За руль сели Такума Сато и Энтони Дэвидсон. Однако 6 мая 2008 года, проведя 4 гонки, команда прекратила своё существование из-за отсутствия финансирования со стороны концерна Honda.

## Результаты выступлений Super Aguri в Формуле-1
| Легенда к таблице |                                                                    |
| --- | ------------------------------------------------------------------ |
| В таблице перечислены результаты всех Гран-при Формулы-1, в которых принимала участие команда. Строками таблицы являются сезоны, столбцами — этапы чемпионата мира. В каждой клетке указаны сокращённое название этапа и результаты гонщиков команды, дополнительно обозначенные цветом. Расшифровка обозначений и цветов представлена в нижеследующей таблице. |                                                                    |
| \| Пример \| Описание \| \| ------------ \| ------------------------------------------------------------------ \| \| 1 \| Победитель \| \| 2 \| Второе место \| \| 3 \| Третье место \| \| 5 \| Финишировал, заработав очки \| \| Сход \| Не финишировал, но при этом заработал очки \| \| 12 \| Финишировал, не получив очков \| \| НКЛ \| Финишировал, но не попал в финальную классификацию \| \| 15 \| Участвовал вне зачёта, либо по отдельной классификации \| \| 18 \| Не финишировал, но попал в финальную классификацию \| \| Сход \| Не финишировал \| \| НКВ \| Не прошёл квалификацию \| \| НПКВ \| Не прошёл предквалификацию \| \| ДСК \| Дисквалифицирован \| \| ИСК \| Исключён из протокола соревнований \| \| ТТ \| Заявлен для участия только в тренировках \| \| НС \| Участвовал в квалификации, но не стартовал в гонке \| \| Т \| Травмирован или болен \| \| ОТК \| Отказ от участия \| \| НТР \| Прибыл на соревнования, но на трассу не выезжал \| \| НПР \| Был заявлен в числе участников, но не прибыл к началу соревнований \| \| О \| Соревнования отменены \| \| \| Не участвовал \| \| Поул-позиция \| \| \| Быстрый круг \| \| |                                                                    |
| Пример | Описание                                                           |
| 1 | Победитель                                                         |
| 2 | Второе место                                                       |
| 3 | Третье место                                                       |
| 5 | Финишировал, заработав очки                                        |
| Сход | Не финишировал, но при этом заработал очки                         |
| 12 | Финишировал, не получив очков                                      |
| НКЛ | Финишировал, но не попал в финальную классификацию                 |
| 15 | Участвовал вне зачёта, либо по отдельной классификации             |
| 18 | Не финишировал, но попал в финальную классификацию                 |
| Сход | Не финишировал                                                     |
| НКВ | Не прошёл квалификацию                                             |
| НПКВ | Не прошёл предквалификацию                                         |
| ДСК | Дисквалифицирован                                                  |
| ИСК | Исключён из протокола соревнований                                 |
| ТТ | Заявлен для участия только в тренировках                           |
| НС | Участвовал в квалификации, но не стартовал в гонке                 |
| Т | Травмирован или болен                                              |
| ОТК | Отказ от участия                                                   |
| НТР | Прибыл на соревнования, но на трассу не выезжал                    |
| НПР | Был заявлен в числе участников, но не прибыл к началу соревнований |
| О | Соревнования отменены                                              |
| | Не участвовал                                                      |
| Поул-позиция |                                                                    |
| Быстрый круг |                                                                    |

| Год  | Шасси          | Двигатель           | Ш | Гонщики         | 1    | 2    | 3    | 4    | 5    | 6    | 7    | 8    | 9    | 10   | 11   | 12   | 13   | 14   | 15   | 16   | 17  | 18  | Место | Очки |
| ---- | -------------- | ------------------- | - | --------------- | ---- | ---- | ---- | ---- | ---- | ---- | ---- | ---- | ---- | ---- | ---- | ---- | ---- | ---- | ---- | ---- | --- | --- | ----- | ---- |
| 2006 | SA05/A23 SA 06 | Honda RA806E 2,4 V8 | B |                 | БАХ  | МАЛ  | АВС  | САН  | ЕВР  | ИСП  | МОН  | ВЕЛ  | КАН  | США  | ФРА  | ГЕР  | ВЕН  | ТУР  | ИТА  | КИТ  | ЯПО | БРА | 11    | 0    |
| 2006 | SA05/A23 SA 06 | Honda RA806E 2,4 V8 | B | Такума Сато     | 18   | 14   | 12   | Сход | Сход | 12   | Сход | 12   | 15   | Сход | Сход | Сход | 13   | НКЛ  | 16   | ДСК  | 15  | 10  | 11    | 0    |
| 2006 | SA05/A23 SA 06 | Honda RA806E 2,4 V8 | B | Юдзи Иде        | Сход | Сход | 13   | Сход |      |      |      |      |      |      |      |      |      |      |      |      |     |     | 11    | 0    |
| 2006 | SA05/A23 SA 06 | Honda RA806E 2,4 V8 | B | Франк Монтаньи  |      |      |      |      | Сход | Сход | 16   | 18   | Сход | Сход | 16   |      |      |      |      |      |     |     | 11    | 0    |
| 2006 | SA05/A23 SA 06 | Honda RA806E 2,4 V8 | B | Сакон Ямамото   |      |      |      |      |      |      |      |      |      |      |      | Сход | Сход | Сход | Сход | 16   | 12  | 16  | 11    | 0    |
| 2007 | SA07           | Honda RA807E 2,4 V8 | B |                 | АВС  | МАЛ  | БАХ  | ИСП  | МОН  | КАН  | США  | ФРА  | ВЕЛ  | ЕВР  | ВЕН  | ТУР  | ИТА  | БЕЛ  | ЯПО  | КИТ  | БРА |     | 9     | 4    |
| 2007 | SA07           | Honda RA807E 2,4 V8 | B | Такума Сато     | 12   | 13   | Сход | 8    | 17   | 6    | Сход | 16   | 14   | Сход | 15   | 18   | 16   | 15   | 15   | 14   | 12  |     | 9     | 4    |
| 2007 | SA07           | Honda RA807E 2,4 V8 | B | Энтони Дэвидсон | 16   | 16   | 16   | 11   | 18   | 11   | 11   | Сход | Сход | 12   | Сход | 14   | 14   | 16   | Сход | Сход | 14  |     | 9     | 4    |
| 2008 | SA08           | Honda RA807E 2,4 V8 | B |                 | АВС  | МАЛ  | БАХ  | ИСП  | ТУР  | МОН  | КАН  | ФРА  | ВЕЛ  | ГЕР  | ВЕН  | ЕВР  | БЕЛ  | ИТА  | СИН  | ЯПО  | КИТ | БРА | 11    | 0    |
| 2008 | SA08           | Honda RA807E 2,4 V8 | B | Такума Сато     | Сход | 16   | 17   | 13   |      |      |      |      |      |      |      |      |      |      |      |      |     |     | 11    | 0    |
| 2008 | SA08           | Honda RA807E 2,4 V8 | B | Энтони Дэвидсон | Сход | 15   | 16   | Сход |      |      |      |      |      |      |      |      |      |      |      |      |     |     | 11    | 0    |